# Kjerstin Holm
Kerstin (Kjerstin) Birgit Holm, född 21 februari 1909 i Malmö, död 26 maj 1953 i Stockholm, var en svensk skulptör, tecknare och konsthantverkare. 
Hon var dotter till stationsskrivaren Hjalmar Samuel Holm och Emma Maria Linde. Holm studerade vid Tekniska skolan i Malmö och vid Högre konstindustriella skolan i Stockholm. samt vid Kunstgewerbeakademie i Dresden samt under självstudier i Rom 1952 och 1953. Hon ställde ut skulpturer med Skånes konstförening i Malmö 1941 och 1947 och hon medverkade i utställningar med Sveriges allmänna konstförening på Liljevalchs konsthall i Stockholm. Tillsammans med O Femi ställde hon ut på Galerie Æsthetica i Stockholm 1949. Hennes skulpturkonst består av figurskulpturer och porträttbyster bland annat utförde hon en porträttbyst av Per Albin Hansson som inköptes av Socialdemokratiska partistyrelsen i Stockholm 1952. Dessutom arbetade hon med teckningar och arbeten i silver. Holm är representerad vid Svenska Statens porträttsamling på Gripsholms slott. Hon är begravd på Raus kyrkogård.